# دیوید برابام
دیوید برابهام (به انگلیسی: David Brabham) (زادهٔ ۵ سپتامبر ۱۹۶۵ در ویمبلدون) رانندهٔ استرالیایی حرفه‌ای مسابقات اتومبیل‌رانی، و یکی از موفق‌ترین و باتجربه‌ترین متخصصان در حوزهٔ مسابقات خودروهای اسپورت است. او برندهٔ ۳ عنوان قهرمانی در مسابقات بین‌المللی خودروهای اسپورت بوده و با برد در سال ۲۰۰۹ یکی از چهار رانندهٔ استرالیایی است که موفق به کسب جایگاه اول در مسابقات ۲۴ ساعته لمانز شده‌است. برابهام در سال‌های ۲۰۰۹ و ۲۰۱۰ برنده سری لمانز آمریکا شده‌است. او همچنین در مسابقات فرمول یک با تیم‌های برابهام و سیمتک به‌ترتیب در سال‌های ۱۹۹۰ و ۱۹۹۴ شرکت‌کرده‌است. برابهام جوان‌ترین فرزند قهرمان سه دوره مسابقات فرمول یک، سر جک برابهام، برادر جیاف برابام و گری برابام است. او همچنین برادرخواندهٔ مایک تاکول، پدر سم برابهام، و عموی متیو برابهام است.